# Amora Bettany
Amora Bettany é uma artista brasileira de jogos nascida em São Paulo.   Seus trabalhos mais conhecidos são Celeste, TowerFall e Out There Somewhere.  Ela prefere trabalhar em arte conceitual e de alta resolução, para depois ser pixelizada por seu parceiro Pedro Medeiros ou usada no jogo como é.

## Biografia
Em 2010, Amora Bettany fundou a Miniboss, Junto com Pedro Meideiros e Heidy Motta.  Em 2014, foi formada uma parceria com a Alpaca Team para criar a Indie House SP.

## Ludografia
| Jogo                  | Função                                                     | Ano  |
| --------------------- | ---------------------------------------------------------- | ---- |
| Out There Somewhere   | Design / Arte / Redação                                    | 2012 |
| Deep Dungeons of Doom | Design / Arte / Redação                                    | 2013 |
| TowerFall             | Designer de Personagens / Artista Conceitual / Localização | 2014 |
| Celeste               | Assistente de escrita / Artista conceitual / Localização   | 2018 |
| Iconoclastas          | Teste                                                      | 2018 |